# Charaxes ocellatus
Espèce
Charases ocellatus est une espèce d'insectes lépidoptères  appartenant à la famille des Nymphalidae, à la sous-famille des Charaxinae et au genre Charaxes.

## Dénomination
Charaxes ocellatus a été nommé par Hans Fruhstorfer en 1896.

### Sous-espèces
- Charaxes ocellatus ocellatus
- Charaxes ocellatus florensis Rothschild, 1900
- Charaxes ocellatus sambavanus Rothschild, 1896
- Charaxes ocellatus straatmani Nishiyama & Ohtan
- Charaxes ocellatus sumbanus Rothschild, 1896[1].

## Description
Charaxes ocellatus est un grand papillon aux ailes antérieures à bord externe concave et aux ailes postérieures à deux queues.
Le dessus est marron clair dans la partie basale, foncé dans la partie distale, séparées par une barre blanche aux ailes antérieures du milieu du bord costal au bord interne près de l'angle anal. Les ailes postérieures sont marron clair et ornées d'une ligne submarginale d'ocelles marron foncé. 

## Écologie et distribution
Charaxes ocellatus est présent en Indonésie à Sumba, à Sumbawa et à Florès.

### Protection
Pas de protection : il est en vente libre sur internet.